# Chloris (Tochter des Amphion)
Chloris (altgriechisch Χλωρίς Chlōrís) ist in der griechischen Mythologie die jüngste Tochter Amphions, des Königs von Orchomenos. Als Mutter wird  Persephone, Tochter des Minyas, genannt, die aber auch Mutter des Amphion heißt. Ihre Schwester war Phylomache, die dem Bruder des Neleus, Pelias, vermählt wurde, während Chloris selbst Neleus heiratete, der für die schönste der Jungfrauen einen stattlichen Brautpreis zahlte. Mit Neleus ist sie Mutter der Pero, des Periklymenos, des Alastor und des Nestor.
Bereits in der Antike wurde Chloris mit der Niobide Chloris verwechselt, wohl auf Grund der Namensgleichheit ihres Vaters mit dem Gemahl der Niobe.
Vereinzelt wird Chloris auch „Polymede“ genannt.